# Darla (Buffy the Vampire Slayer)
Darla is een terugkerend personage bedacht door Joss Whedon en gespeeld door Julie Benz in het eerste, tweede en vijfde seizoen van de Amerikaanse bovennatuurlijke televisieserie Buffy the Vampire Slayer. Het personage verscheen later in de Buffy spin-off-serie Angel, die in elk seizoen minstens één verschijning maakte. Ze maakte haar laatste tv-optreden in 2004 en verscheen als speciale gastrol in het vijfde en laatste seizoen van Angel.
Darla wordt geïntroduceerd in "Welcome to the Hellmouth", de eerste aflevering van Buffy the Vampire Slayer, in 1997. Het wordt al vroeg onthuld dat ze een vampier is, aanvankelijk in competitie met de Meester, de primaire antagonist van Buffy Summers in het eerste seizoen. Het achtergrondverhaal van Darla wordt onthuld in de aflevering "Angel", waar wordt onthuld dat zij Angels "sire" (degene die hem in een vampier heeft veranderd) is en een oude geliefde van hem. Het personage verschijnt in talloze flashback-afleveringen, totdat ze een aanzienlijk uitgebreide rol in Angel krijgt. In Angel wordt ze opgewekt door het kwaadaardige advocatenkantoor Wolfram & Hart in een poging Angel te verzwakken. Ze raakt later verweven in veel van de verhaallijnen in het tweede en derde seizoen. Darla wordt zwanger, een unieke gebeurtenis voor een vampier. Ze offert zichzelf op om haar en Angels menselijke zoon Connor te baren, waardoor haar run in de serie eindigt. Darla blijft echter de komende twee seizoenen in flashback-afleveringen verschijnen.
Darla was de eerste vampier in Buffy the Vampire Slayer.

## Biografie
Darla wordt eind 16e eeuw geboren op de Britse eilanden. Haar geboortenaam wordt in geen van beide series onthuld en Darla zelf vergeet het uiteindelijk. Als jonge prostituee emigreert ze naar de Kolonie Virginia in Noord-Amerika en wordt zelfstandig rijk, maar krijgt ook een dodelijke vorm van syfilis. Tegen 1609 ligt Darla stervend in het luxe huis dat ze bezit. Ze spot met een 'priester' die naar haar sterfbed komt voordat hij zijn ware identiteit onthult: de Meester, een zeer oude en machtige vampier en de leider van een elitecultus van vampiers die bekend staat als de Orde van Aurelius. Darla veracht de geestelijkheid en religie, een eigenschap die haar als vampier volgt. De Meester verandert haar in een vampier en noemt haar "Darla", wat in het vroegmoderne Engels "dear one" betekent ("lieveling").
Darla martelt vier eeuwen onschuldige mensen, vaak vergezeld van Angelus (totdat zijn ziel is hersteld), voordat ze in Sunnydale verschijnt. Haar eerste optreden is in "Welcome to the Hellmouth", de eerste aflevering van Buffy the Vampire Slayer, die werd uitgezonden in 1997. Ze breekt in op Sunnydale High School met een student die daar op school zat. Darla speelt eerst met de jongen, dan verandert haar gezicht in dat van een vampier en bijt ze de jongen. Darla verschijnt later in de aflevering "The Harvest", waar ze deelneemt aan de poging tot bevrijding van de Meester. Darla's rol in de serie is prominenter in de aflevering "Angel", waar wordt onthuld dat ze Angel's vampierverwekster ("sire") en voormalige minnaar is. Darla bijt een nietsvermoedende Joyce Summers (Buffy's moeder), en laat het lijken alsof Angel het heeft gedaan. Ze probeert dan Buffy te doden, maar Angel komt tussenbeide en spietst Darla. De Meester is zeer gekwetst van haar dood. Ze verschijnt later in talloze flashbacks, wat haar betrokkenheid niet alleen bij Angel, maar ook bij Spike illustreert.
Darla's rol in de franchise nam dramatisch toe na haar herrijzenis door het advocatenkantoor Wolfram & Hart in de laatste aflevering van Angel's eerste seizoen, getiteld "To Shanshu in LA". In de tweede seizoensopener, "Judgment", stellen Wolfram & Hart advocaten Lindsey McDonald en Lilah Morgan Darla vragen over haar verleden. Ze vertelt hoe ze Angel kan voelen, en langzaam begint haar geheugen terug te keren. In de aflevering "First Impressions" begint Angel romantische dromen te hebben over zijn verwekster, die zijn kracht ondermijnen. In "Dear Boy" is Angel geschokt om Darla door de straten te zien lopen. Wanneer hij zijn partners Wesley Wyndam-Pryce en Cordelia Chase dit vertelt, denken ze dat hij zijn verstand begint te verliezen. Tijdens een uiting door Angel Investigations van een vrouw die ervan verdacht wordt een affaire te hebben, confronteert Angel de vrouw, die precies op Darla lijkt. Ze beweert dat ze DeEtta Kramer is. Als ze van hem wegloopt, loopt ze naar buiten in het zonlicht, wat betekent dat Darla niet alleen is opgewekt, maar nu ook weer een mens is. Het plan van Darla en Lindsey om Angel weer tot het kwaad te bekeren mislukt. Uiteindelijk halen Wolfram & Hart Drusilla binnen om van Darla weer een vampier te maken nadat haar syfilis terugkeert en dit tot haar dood kan leiden. Ironisch genoeg wordt ze weer veranderd in een vampier als ze haar lot accepteert na een mislukte poging van Angel om haar te redden. Drusilla en Darla vallen Angel zonder succes aan en verlaten Los Angeles.
Wetende dat Angel vervloekt is, zodat als hij ooit puur geluk ervaart, hij opnieuw zijn ziel zal verliezen, keert Darla later terug en slaapt met hem, maar haar complot mislukt; bij haar zijn brengt alleen wanhoop van Angel en geeft hem een nieuw inzicht in zijn rol als kampioen. Hun onenightstand leidt voor beiden tot een onverwachte ontwikkeling: Darla verschijnt weer in seizoen drie, zwanger van Angels kind, ondanks het feit dat vampiers normaal gesproken onvruchtbaar zijn. Door haar zwangerschap kan Darla emoties ervaren die eerder voor haar verloren waren gegaan in de aanwezigheid van de menselijke ziel van haar ongeboren kind. Toegegeven dat het creëren van een leven met Angel het enige goede was dat ze ooit samen hebben gedaan, zorgt Darla ervoor dat Angel dat aan hun kind zal doorgeven voordat ze zichzelf door het hart steekt en haar leven opoffert zodat hun zoon, Connor, kan worden geboren. Darla vergaat tot stof, waarbij de baby achterblijft. Darla verschijnt later als een visioen van de Hogere Machten en probeert haar zoon te overtuigen om hem te redden van de manipulatie van de afvallige godheid Jasmine, omdat de acties van laatstgenoemde Connor op hetzelfde donkere pad brengen dat zowel Darla als Angel hadden gevolgd.

## Trivia
- Darla sprak de eerste dialoog in de serie: 'Weet je zeker dat dit een goed idee is?'.

## Episodes
Lijst van afleveringen in Buffy & Angel waar Darla in verschijnt:

### Buffy
- Welcome to the Hellmouth
- The Harvest
- Angel
- Becoming, Part 1
- Fool for Love

### Angel
- The Prodigal
- Five by Five
- To Shanshu in L.A.
- Judgment
- First Impressions
- Untouched
- Dear Boy
- Darla
- The Trial
- Reunion
- Redefinition
- Reprise
- Epiphany
- Heartthrob
- That Vision-Thing
- Offspring
- Quickening
- Lullaby
- Inside Out (als visioen)
- Origin (archiefbeeld)
- The Girl in Question

## Comics
Lijst van Buffy & Angel comics waar Darla in verschijnt, uitgebracht door Dark Horse Comics en IDW:

### Buffy
- Cursed (1999)

### Angel
- Surrogates (1999)
- The Curse (2005)
- Auld Lang Syne (2006-2007)
- Spike: Spike vs. Dracula (2006), spin-off
- Drusilla (2009)
- Spike: The Devil You Know (2010), spin-off
- Angel & Faith: Daddy Issues (2012)
- Season 11: Time and Tide (2017)
- Season 11: Dark Reflections (2017)

## Romans
Lijst van Buffy & Angel romans waar Darla in verschijnt, uitgebracht door Simon Spotlight:
- The Harvest (1997), boekadaptatie van de afleveringen "Welcome to the Hellmouth" en "The Harvest".
- The Angel Chronicles, Volume 1 (1998), boekadaptatie van de afleveringen "Angel", "Reptile Boy" en "Lie to Me".
- City Of (1999), boekadaptatie van de gelijknamige aflevering.

Door Hachette Books:
- Bloody Fool for Love (2022), prequel-roman over Spike.